# Judith McKenzie
Judith Ann McKenzie (* 4. Mai 1942 in Pittsburgh, Pennsylvania; † 11. August 2023) war eine US-amerikanische Geologin, die sich mit Sedimentologie befasste.
McKenzie studierte zunächst Chemie an der University of Colorado in Boulder mit dem Master-Abschluss 1970 und dann marine Geologie und Geochemie am Scripps Institute of Oceanography in La Jolla und an der ETH Zürich, wo sie 1976 promoviert wurde. An der ETH baute sie ein Labor für Isotopen-Geochemie auf und lehrte chemische Sedimentologie und Limnogeologie. 1985 wurde sie Associate Professor an der University of Florida in Gainesville und ab 1987 war sie wieder an der ETH, wo sie 1996 eine volle Professur erhielt. Zuletzt war sie Professor Emeritus.
Sie befasste sich mit Hinweisen auf Klimawechsel und Umweltveränderungen aus marinen Sedimenten und Ablagerungen in Seen. Dazu studierte sie auch aktualgeologisch Systeme wie das Great Barrier Reef in Australien, hypersaline Lagunen in Brasilien oder geochemische Zyklen in Seen der Schweiz, wobei sie auch den Einfluss des Menschen untersuchte. Sie untersuchte dabei auch die Rolle von Bakterien zum Beispiel bei der Dolomit- und Kalksteinbildung sowohl in der Gegenwart als auch in der Erdgeschichte. Sie war am internationalen Ocean Drilling Program beteiligt und koordinierte den Schweizer Beitrag zum Integrated Ocean Drilling Program (IODP).
Unter anderem untersuchte sie auch früheste Lebensspuren auf der Erde wie Stromatolithen, die an der ETH im Labor von Crisogono Vasconcelos gezüchtet werden, wo experimentell Vergleiche von rezenten und fossilen Bildungen angestellt werden. Dies ist von besonderer Bedeutung, da in den 2000er Jahren Zweifel an der Interpretation dieser ältesten Lebensspuren als Relikte biologischer Bildungen aufgetaucht waren.
2002 bis 2006 war sie Präsidentin der International Association of Sedimentologists. McKenzie war Fellow der American Geophysical Union (1999) und Mitglied der Königlich Dänischen Akademie der Wissenschaften (2006).
2006 erhielt sie die Lamarck Medaille der European Geosciences Union. 2008 erhielt sie die Gustav-Steinmann-Medaille für ihre „herausragenden Beiträge zur Biogeochemie, Geomikrobiologie und Klimageschichte“ (Laudatio). 2017 wurde sie mit der William H. Twenhofel Medal ausgezeichnet.